# Quininógeno de alto peso molecular
El quininógeno de alto peso molecular (HMWK por sus siglas en inglés) es una proteína plasmática que participa en la iniciación de coagulación de sangre, y en la generación del vasodilatador bradiquinina por medio del sistema calicreina-cinina. Esta proteína se encuentra inactiva hasta que se adhiere a proteínas de un endotelio interrumpido por daño, y así iniciando la coagulación; o se une a las células de un endotelio intacto o a plaquetas para funciones distintas a la coagulación. 

## Estructura y función
El quininógeno de alto peso molecular es una alfa-globulina con seis dominios funcionales. Circula como una sola cadena de 626 aminoácidos polipeptídicos. La cadena pesada contiene los dominios 1, 2, y 3; la cadena ligera, los dominios 5 y 6. El dominio 4 une la cadena pesada con la cadena ligera. 
Los dominios contienen los siguientes sitios funcionales:
- Dominio 1 - acoplador de calcio
- Dominio 2 - inhibidores de cisteína proteasa
- Dominio 3 - inhibidores de cisteína proteasa; acoplador de células endoteliales y de plaquetas
- Dominio 4 - generación de bradiquinina
- Dominio  5 - heparina y acopladores de células
- Dominio  6 - acopladores de precalicreína y factor XI

La HMWK es una de cuatro proteínas qué interaccionan para iniciar la ruta de activación de contacto (también conocida como ruta intrínseca) de coagulación: los otros tres son Factor  XII, Factor XI y la precalicreína. La HMWK no es enzimaticamente activa, y funciona sólo como cofactor para la activación de calicreína y el factor XII. Es necesaria también para la activación de factor XI por medio del factor XIIa.
La HMWK es precursora de la bradiquinina; este vasodilatador liberado a través de retroalimentación positiva por la calicreína.
La HMWK es un fuerte inhibidor de la cisteína proteinasas. Los dominios 2 y 3 en su cadena pesada son responsables de esta actividad.

## Genética
El gen para ambos LMWK y HMWK está localizado en el 3.º cromosoma (3q26).

## Medición
La medición de la HMWK es realizado normalmente en paralelo  con otros estudios, en los cuales la deficiencia de HMWK en el plasma está mezclado con la muestra del paciente y un tiempo de tromboplastina parcial activado (PTT) es determinado. Los resultados están expresados en % de normales - un valor debajo 60% indica una deficiencia.

## Características clínicas
La existencia de HMWK fue una hipótesis en 1975 cuándo varios pacientes estuvieron descritos con una deficiencia de una clase de proteína de plasma y un tiempo de hemorragia prolongado. El riesgo de hemorragia no aumenta ni cualquiera de los otros síntomas, así que la deficiencia es un rasgo, no una enfermedad.